# Thesium goetzeanum
Thesium goetzeanum är en sandelträdsväxtart som beskrevs av Adolf Engler. Thesium goetzeanum ingår i släktet spindelörter, och familjen sandelträdsväxter. Inga underarter finns listade i Catalogue of Life.